# George Hayter
Pour les articles homonymes, voir Hayter.
Sir George Hayter (17 décembre 1792-18 janvier 1871) est un peintre et graveur britannique de renom, spécialiste de la peinture de portraits et de grands tableaux impliquant dans certains cas, plusieurs centaines de portraits individuels. La reine Victoria apprécie ses mérites et nomme Hayter son peintre principal en ordinaire et lui décerne aussi le titre de Chevalier en 1841.

## Biographie

### Jeunesse

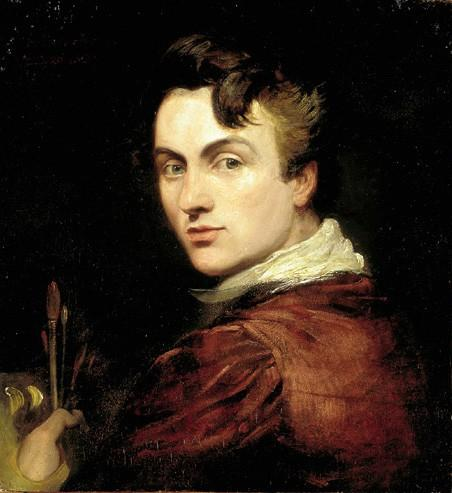
Autoportrait de George Hayter âgé de 28 ans, peint en 1820 (National Portrait Gallery)

George Hayter est le fils de Charles Hayter (1761–1835), peintre de miniatures et populaire maître de dessin et professeur de perspective, nommé auprès de la princesse Charlotte et auteur d'une introduction bien connue à la perspective et d'autres œuvres.
D'abord formé par son père, il suit les cours des Royal Academy Schools au début de 1808. Mais cette même année, après un désaccord au sujet de ses études d'art, il s'enfuit en mer comme midshipman dans la Royal Navy. Son père obtient sa libération, et ils conviennent d'un accord au terme duquel Hayter devra aider son père tout en poursuivant ses propres études.
En 1809, il épouse secrètement Sarah Milton, une pensionnaire de la maison de son père (il a 15 ou 16 ans, elle 28) ; le mariage reste secret jusque vers 1811. Ensemble ils ont trois enfants, Georgiana, Leopold et Henry.
Aux Royal Academy Schools il étudie auprès de Füssli et en 1815 est nommé « Peintre de miniatures et de portraits » par la princesse Charlotte. Hayter reçoit le prix de la peinture d'histoire de la British Institution pour Le prophète Ezra (1815; Downton Castle), acquis par Richard Payne-Knight.
Vers 1816 sa femme le quitte, pour des raisons inconnues. Il commence ensuite une relation avec Louisa Cauty, fille de Sir William Cauty, avec qui il vit ouvertement durant la décennie suivante et qui lui donne deux enfants, Angelo et Louisa, (bien que n'ayant pas cherché à divorcer de sa première femme).

### Voyage en Italie
Encouragé par son mécène, John Russell (6e duc de Bedford), il voyage en Italie pour étudier en 1816. Il y rencontre Canova dont il fréquente l'atelier lorsqu'il peint son portrait et où il absorbe le style classique du Vénitien. On pense également qu'il apprend la sculpture de Canova à ce moment. Canova est Principal perpétuel de l'Accademia di San Luca (première institution artistique de Rome) et met sans doute Hayter en avant pour le faire devenir membre d'honneur grâce à la force de sa peinture « L'argent du tribut », très favorablement accueillie à Rome. Hayter devient ainsi le plus jeune membre qu'a jamais connu l'Académie.

### Peinture historique

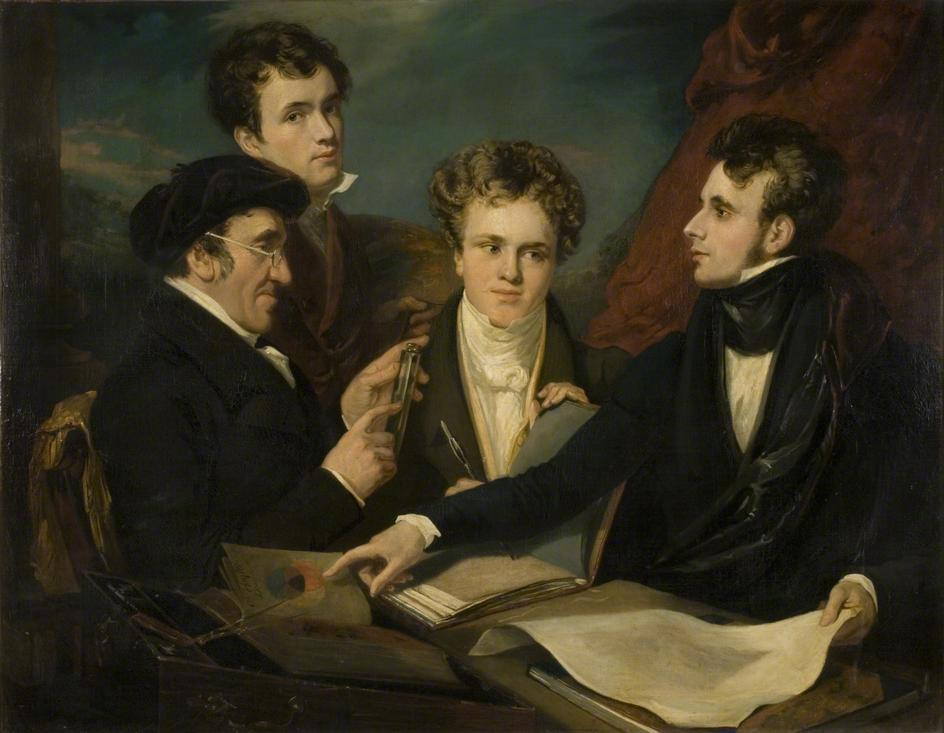
Une controverse sur la couleur, par John Hayter (1800-1891) montrant de gauche à droite Charles Hayter (père de John et George), John Hayter, Edwin Landseer et George Hayter (Shipley Art Gallery, UK)

De retour à Londres en 1818, Hayter pratique en tant que peintre de portrait à l'huile et peintre d'histoire. Surnommé « Le Phénix » par William Beckford, Hayter montre une emphase qui irrite ses collègues artistes, mais il se mêle librement avec de nombreuses familles aristocratiques. Sa vie domestique non conventionnelle (séparé de sa femme, il vit avec sa maîtresse) le distingue des milieux officiels de l'Académie : il n'a jamais été élu à l'Académie royale.

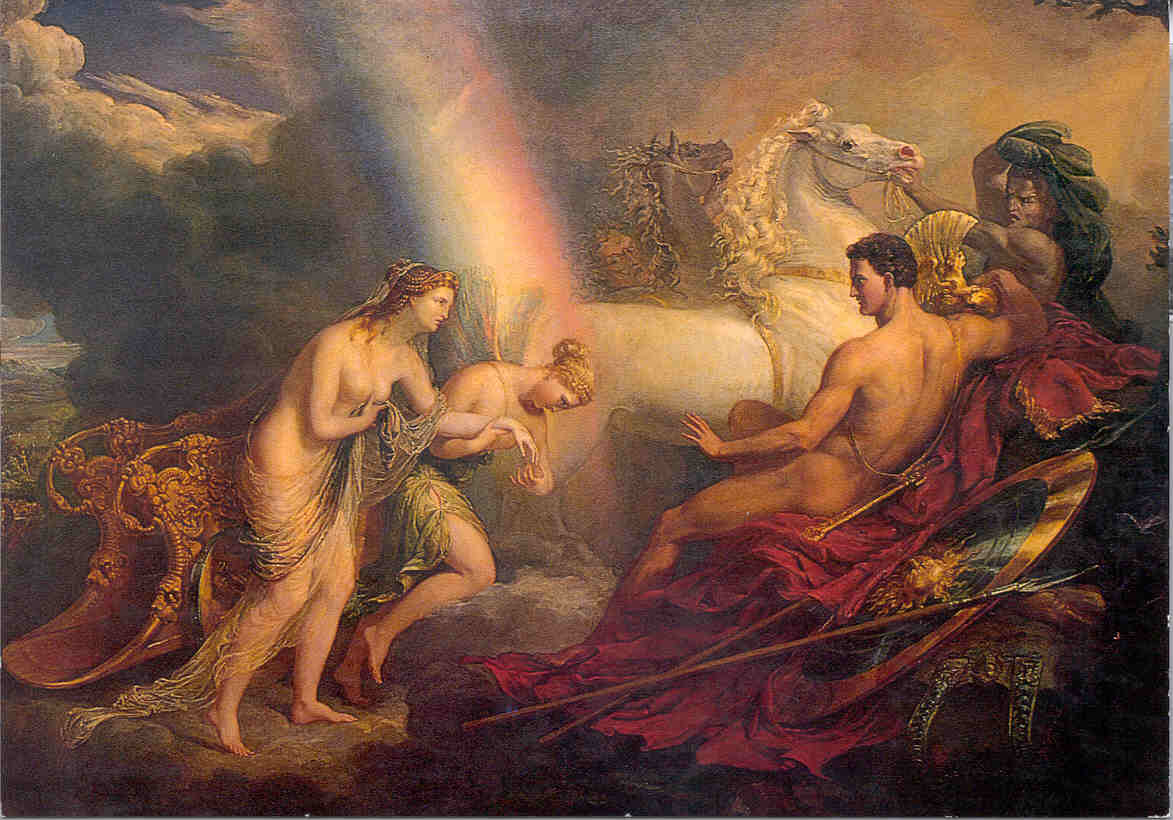
Vénus, soutenue par Iris, se plaignant à Mars, par George Hayter. Exposition de la RA en 1820 et vainqueur de la peinture de l'année de la Royal Academy en 1823 (Chatsworth House, UK)

Hayter est le plus productif et innovant au cours des années 1820. George Agar-Ellis (plus tard Lord Dover) commande le Procès de la reine Caroline à la Chambre des Lords en 1820 (exposé à la Cauty’s Great Rooms, 80-82 Pall Mall, 1823; Londres, National Portrait Gallery), peint à une grande échelle (2,33 × 2,66 m), première (et la plus réussie) des peintures d'histoire contemporaine de Hayter, qui révèle un goût pour une grande efficacité dramatique. Dans le procès de William, Lord Russell, à l'Old Bailey en 1683 (1825; Woburn Abbey) Hayter célèbre les ancêtres de John Russell, dans une œuvre qui rappelle les tableaux vivants à la mode d'un ensemble de maisons de campagne.

### Retour sur le continent
En 1826, Hayter s'installe en Italie. Les bandits du Kurdistan aident les Géorgiens à enlever des femmes circassiennes (location inconnue), achevé à Florence pour John Proby (exposé à la British Institution 1829), démontre l'assimilation par Hayter du style exotique de l'objet/sujet de l'art romantique français contemporain.
En 1827, sa maîtresse, Louisa Cauty, décède après s'être empoisonnée à l'arsenic. Bien qu'il s'agisse apparemment d'un accident, dans une tentative pour attirer l'attention, il est généralement supposé qu'il l'a poussée au suicide et il est forcé par le scandale de quitter Florence pour Rome.
À la fin de 1828, il est à Paris où ses portraits de membres de la société anglaise (quelques-uns sont exposés au Salon en 1831) s'apparentent, au point de vue du style, au travail des derniers portraitistes français comme François Gérard.

### Protection royale

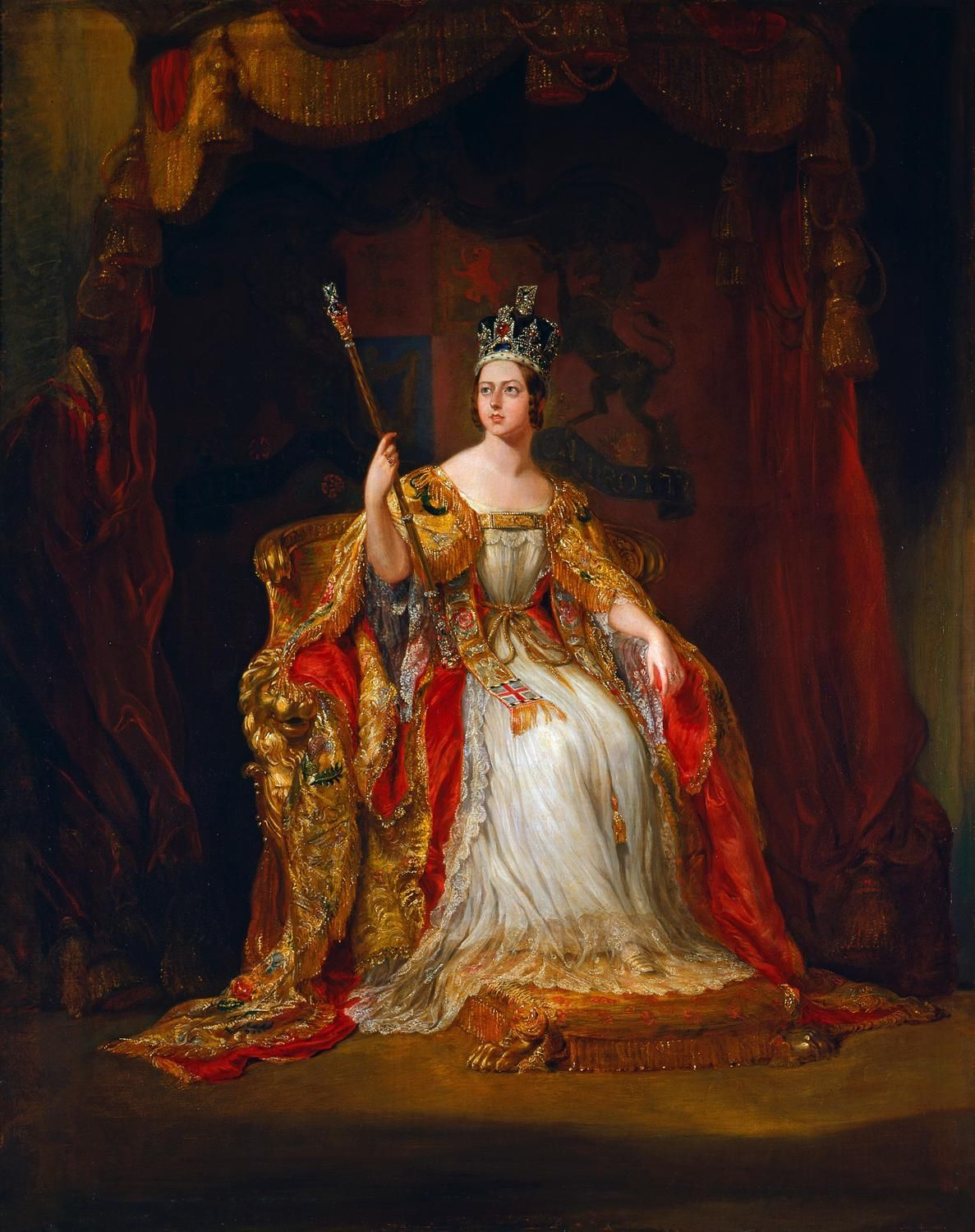
Portrait d'État de la reine Victoria (Royal Collection)

En 1831, Hayter est de retour en Angleterre. Son plan grandiose pour peindre la première séance après l'adoption de la Reform Bill donne lieu à son tableau Déplacement de l'adresse à la Couronne pour l'ouverture de la première législature réformée dans la vieille Chambre des communes, le 5 février 1833 (1833–43; Londres, N.P.G.), pour lequel il exécute près de 400 études de portraits à l'huile. Hayter est un ardent partisan du mouvement de réforme et cette peinture n'a pas été commandée mais à tous égards un travail de passion qui l'occupe pendant dix ans sans garantie de récompense financière. C'est l'une des dernières images exécutées de l'intérieur de l'ancienne Chambre des communes avant sa destruction dans l'incendie de 1834. La peinture est finalement achetée par le gouvernement pour la nation en 1854, 20 ans après qu'il l'a commencée.
Ayant peint la jeune princesse Victoria (1832–3; détruit.; esquisse à l'huile, Brit. Royal Col.), le choix de
Hayter par la nouvelle reine comme « Peintre de portrait et d'histoire » n'est pas surprenant. Mais à la mort de Sir David Wilkie en 1841, la nomination de Hayter comme peintre principal en ordinaire de la reine provoque une certaine gêne à l'Académie royale car cette nomination est historiquement une prérogative du président, à l'époque Sir Martin Archer Shee. En 1842, Hayter est anobli. Il peint plusieurs cérémonies royales dont le couronnement de la reine Victoria de 1838 et le mariage de 1840 ainsi que le baptême du prince de Galles de 1843 (tous Brit. Royal Col.). Il peint aussi plusieurs portraits royaux, dont son tableau le plus connu, le Portrait d'État de la reine Victoria. Plusieurs versions de ce portrait sont faites, avec l'aide du fils de l'artiste Angelo, pour être envoyées comme cadeau diplomatique. La période active de Hayter à la cour est cependant de courte durée car Albert préfère les peintres allemands comme F. X. Winterhalter.
Plusieurs exemples significatifs des œuvres de Hayter de cette période font partie de la Royal Collection, et tant le « Portrait d'État » que le « Portrait de mariage » sont parmi ceux exposés au public au palais de Buckingham. Il existe également une version à grande échelle du « Portrait d'État » à la National Portrait Gallery et une petite copie au palais de Holyrood.

### Dernières années

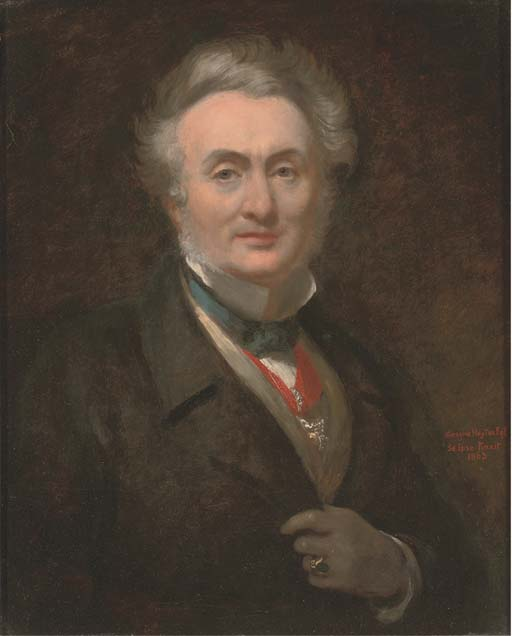
Autoportrait de Sir George Hayter en 1863, (collection privée.)

Vers le milieu des années 1840, le style de portrait de Hayter est considéré comme démodé. Il ajuste son type de peinture d'histoire au goût plus littérale de l'époque victorienne précoce (par exemple Wellington regarde l'effigie de Napoléon à Madame Tussaud; détruit en 1925. Gravure, 1854). Hayter peint également plusieurs grands tableaux religieux, dont deux importants événements réformistes représentant L'Évêque Latimer prêchant à la Croix-Paul et Le Martyre des évêques Ridley et Latimer (exposé en 1855), tous deux donnés au musée d'art de l'université de Princeton aux États-Unis en 1984. il produit également de fluides aquarelles de paysages (beaucoup de points de vue italien), des eaux-fortes (il en publie un volume en 1833), des motifs décoratifs et des sculptures. Le contenu de l'atelier de Hayter est vendu aux enchères chez Christie's à Londres, le 19 avril 1871.
Son frère cadet, John (1800–95), est aussi un artiste, surtout connu comme dessinateur de portrait à la craie et au crayon et sa jeune sœur Anne travaille comme peintre de miniatures. Certaines sources affirment que l'influent graveur Stanley William Hayter est un descendant direct de John Hayter, alors que d'autres avancent que l'ancêtre est Sir George Hayter lui-même. Cependant l'arbre de famille de John et George Hayter publié dans Chips Visitation ne montre pas de lien possible avec S.W. Hayter. Ce qui est connu avec certitude, c'est que le peintre et écrivain français Jean Bazaine est un arrière petit-fils de George Hayter par la fille aînée de celui-ci, Georgiana Elizabeth, épouse de Pierre-Dominique Bazaine (1809-1893), frère ainé du maréchal François Achille Bazaine.

## Galerie

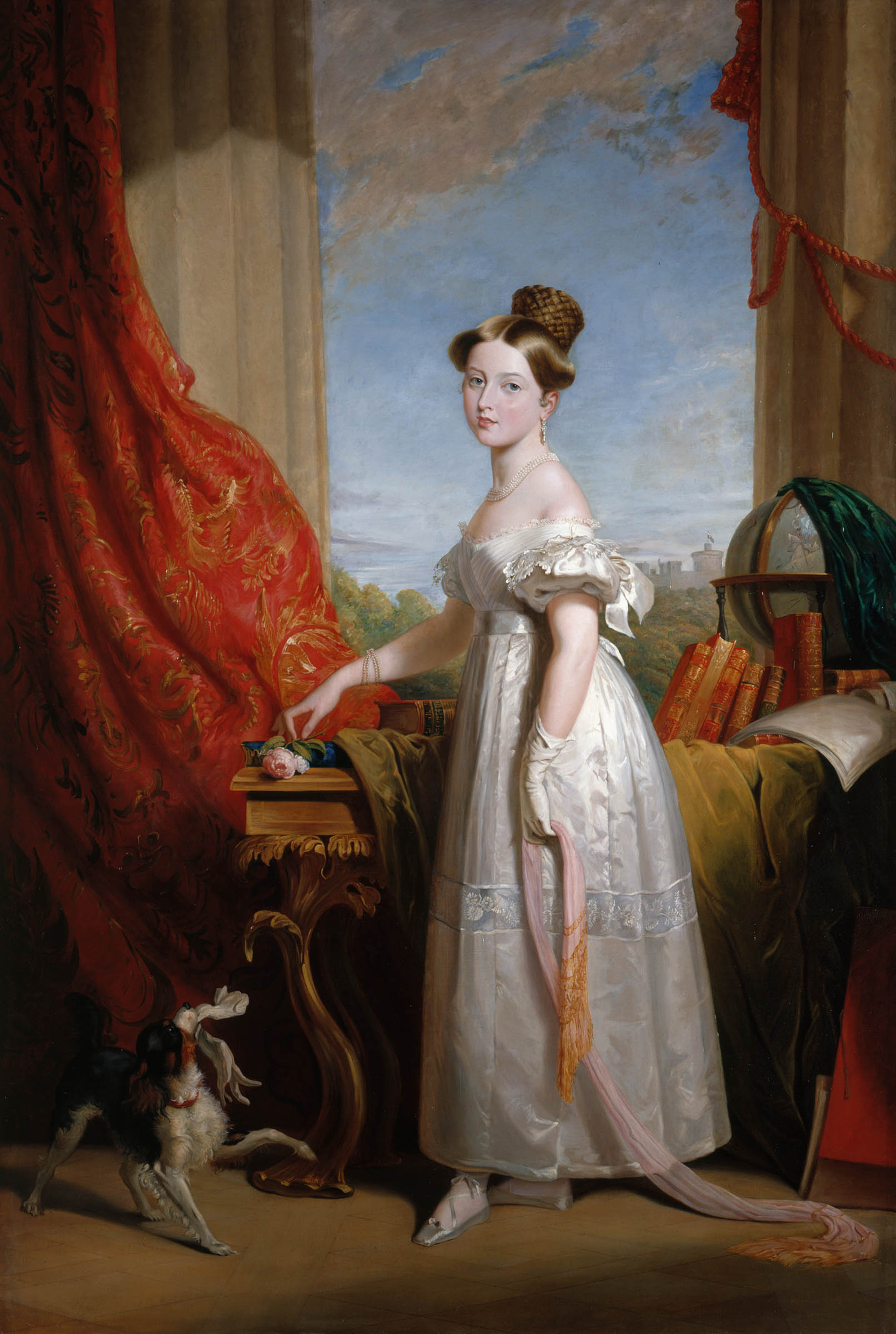
Princesse Victoria, 1833
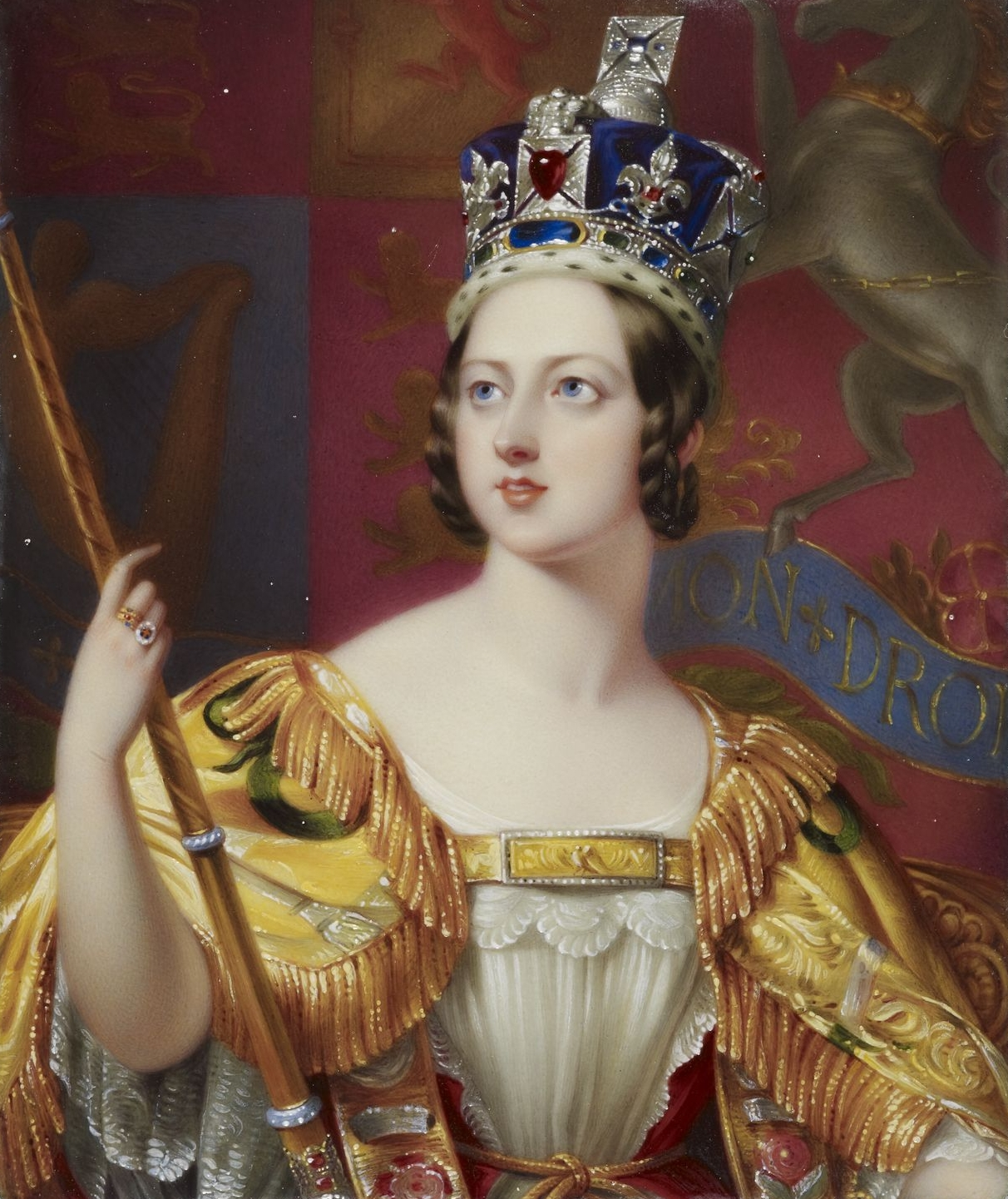
Détail du portrait d'État de la reine Victoria, 1837
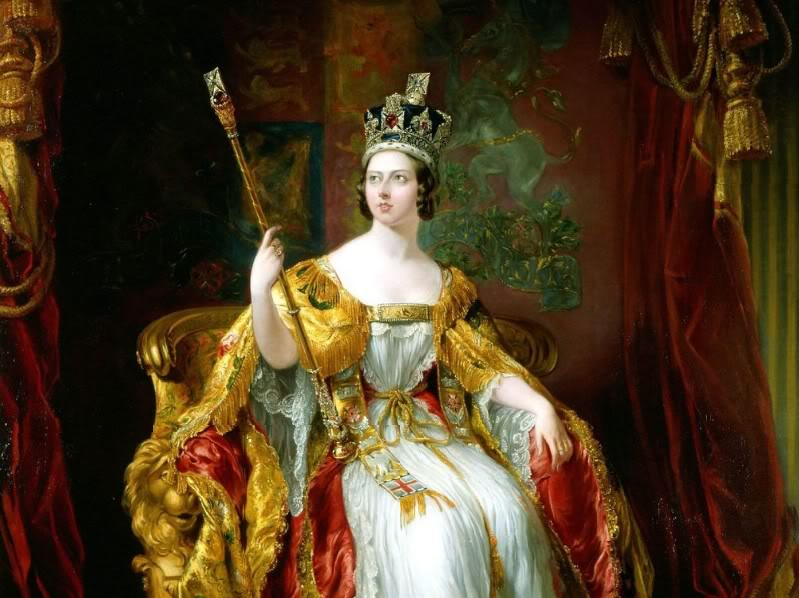
Portrait d'État de la reine Victoria 1837
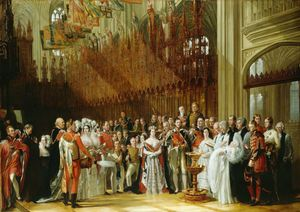
Baptême du prince de Galles dans la St.George's Chapel de Windsor, 25 janvier 1842
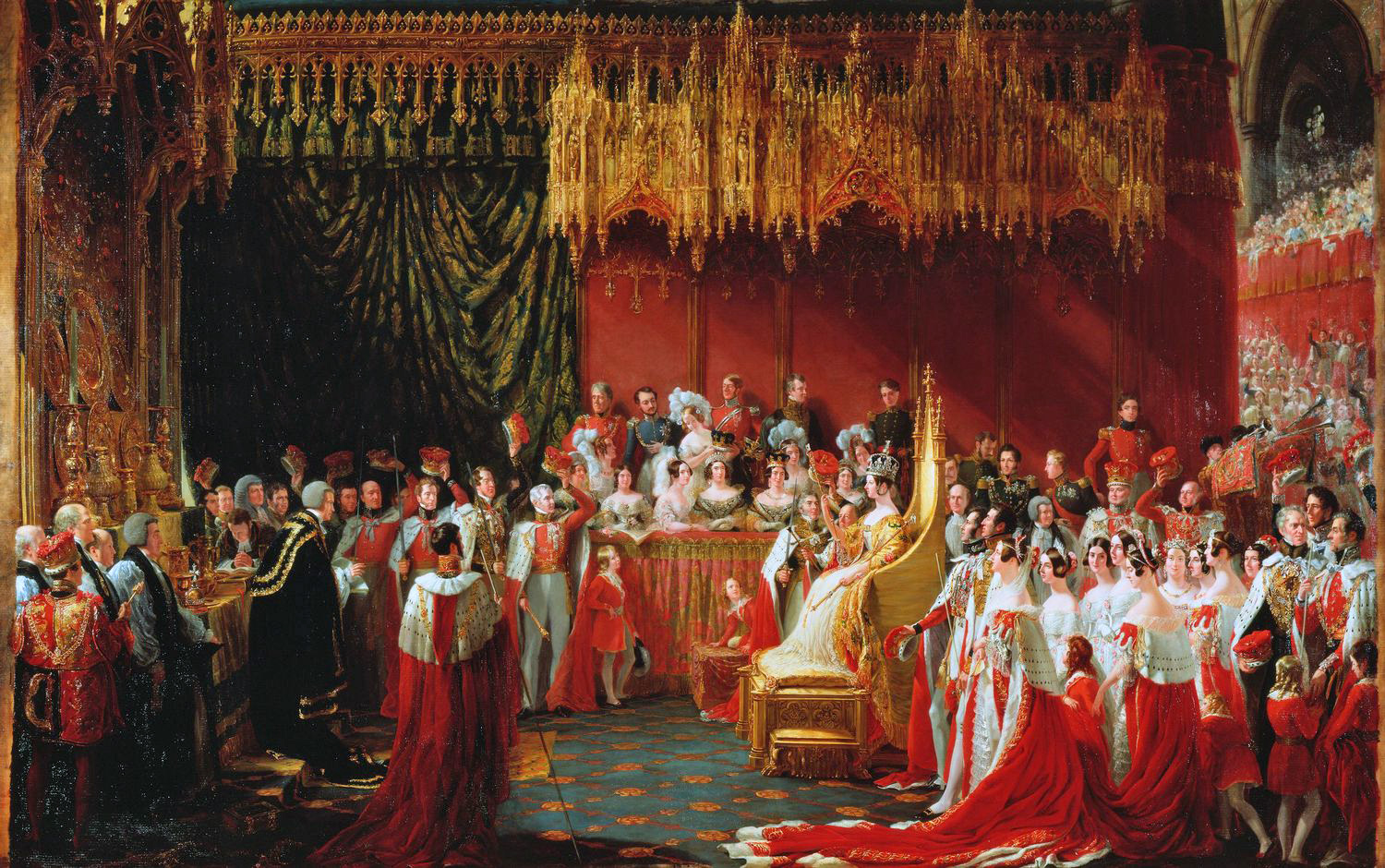
Couronnement de la reine Victoria le 28 juin 1838
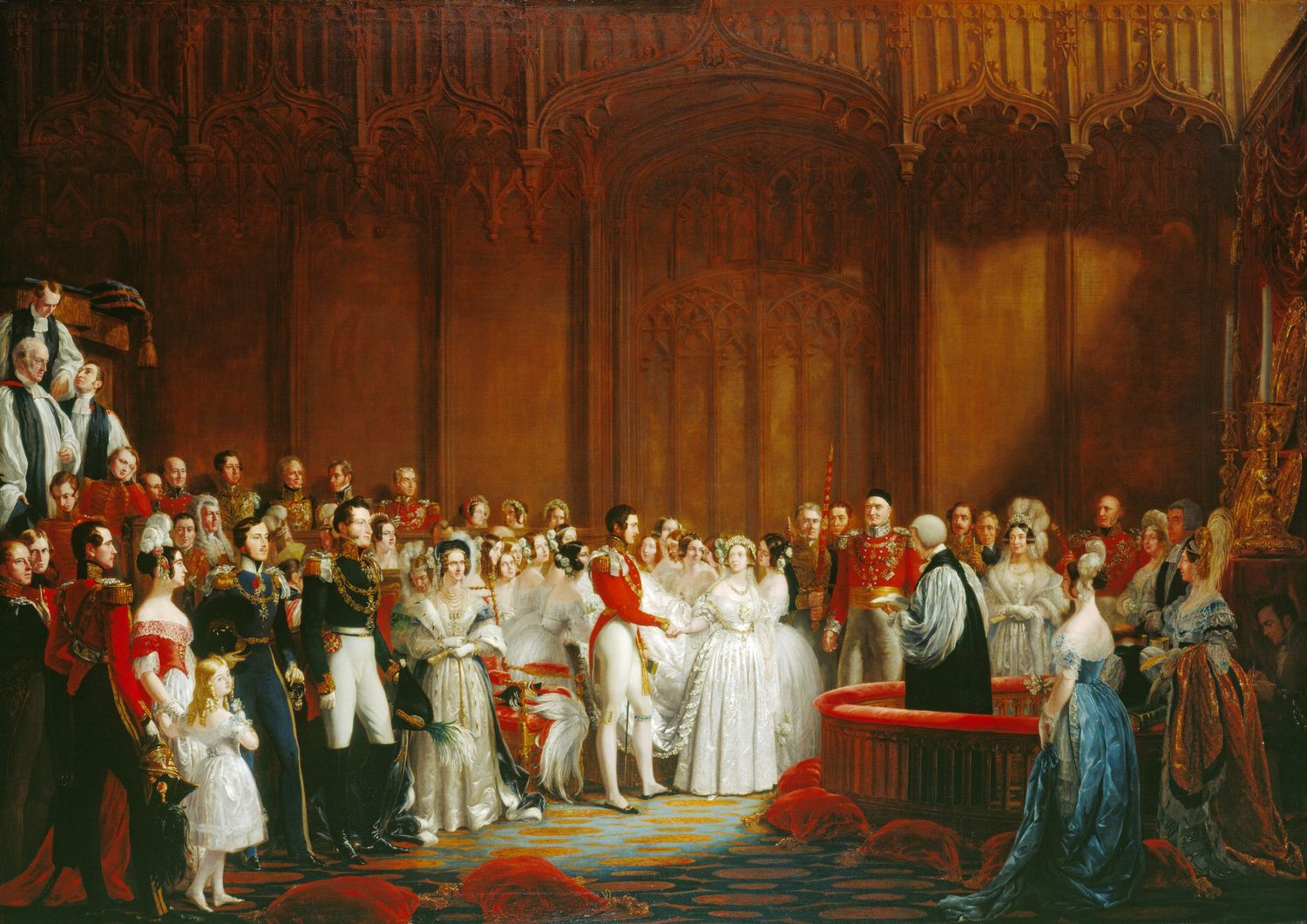
Mariage de Victoria et Albert, 10 février 1840
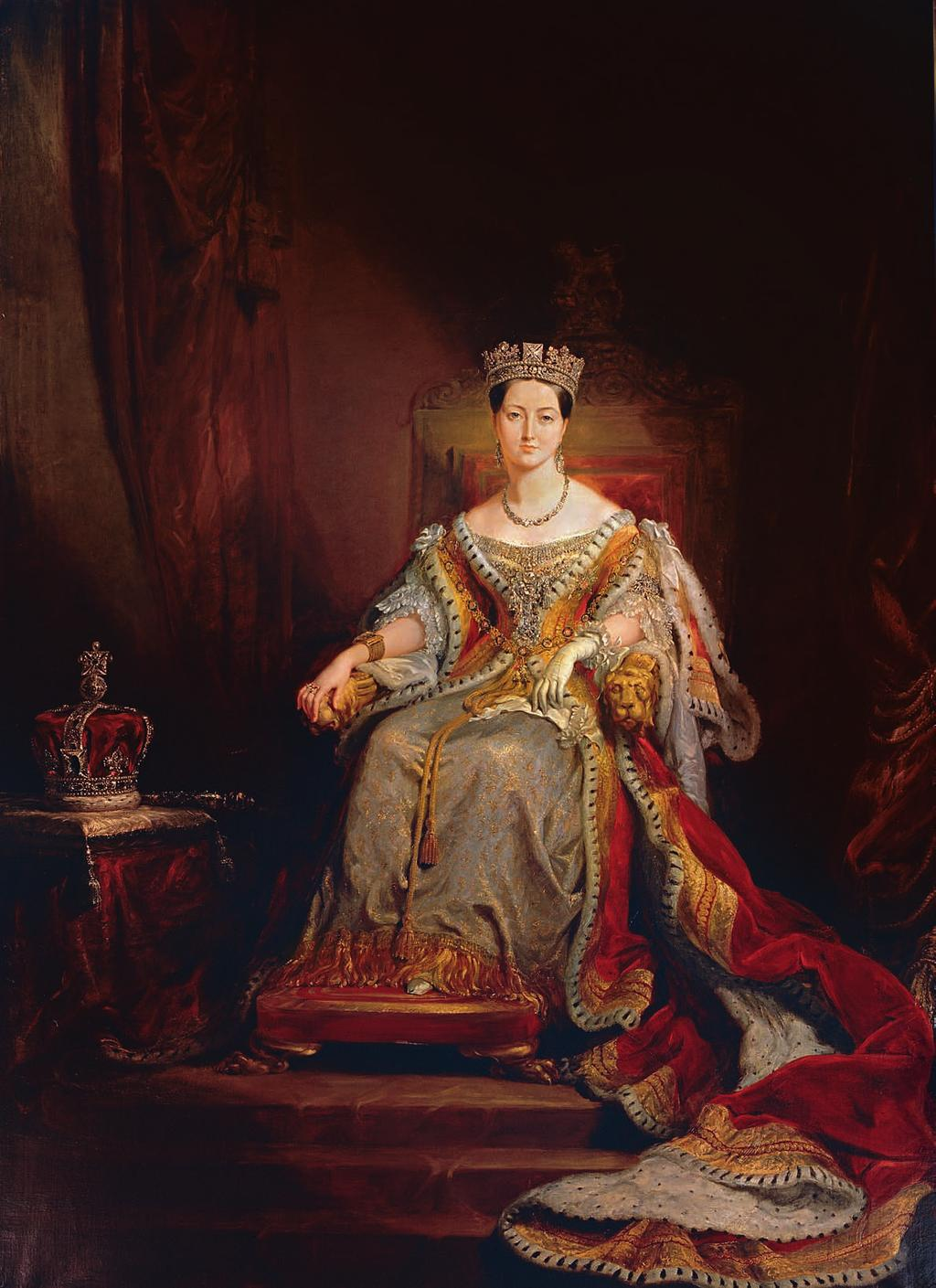
La reine Victoria sur le trône à la Chambre des Lords, 1838
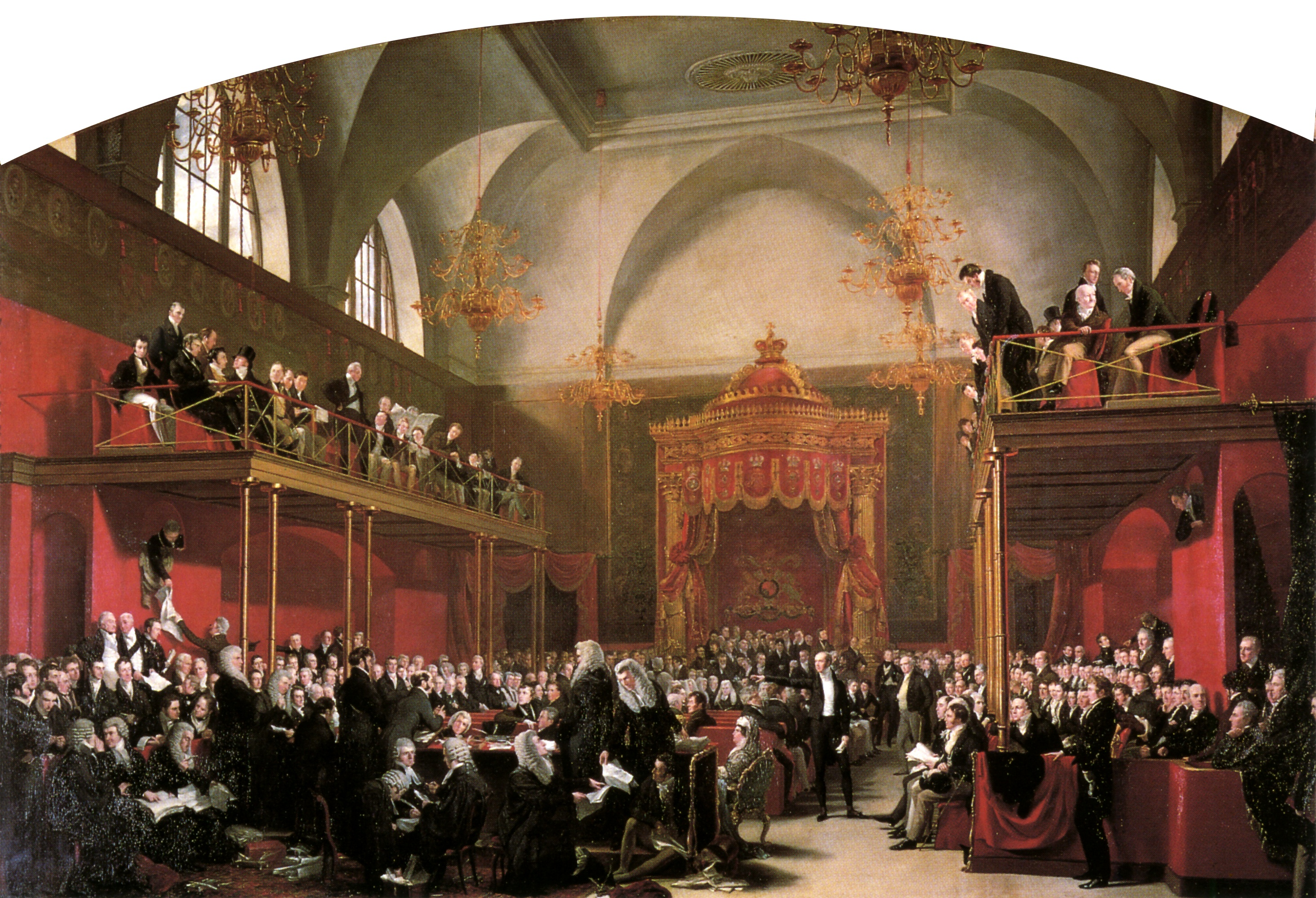
Procès de la reine Caroline à la Chambre des Lords, 1820 (188 portraits), 1823
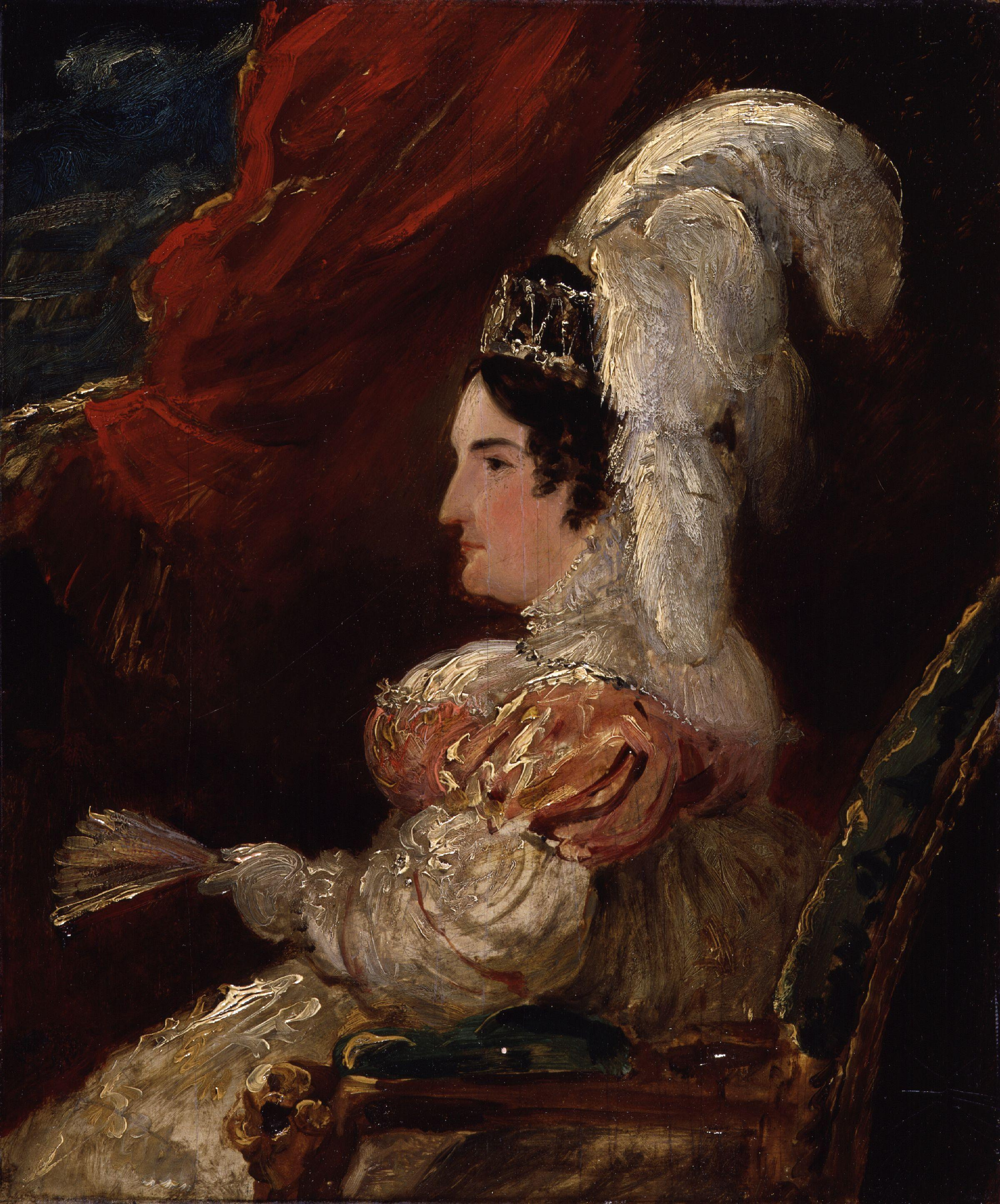
La reine Caroline, épouse de George IV lors de son procès, 1820
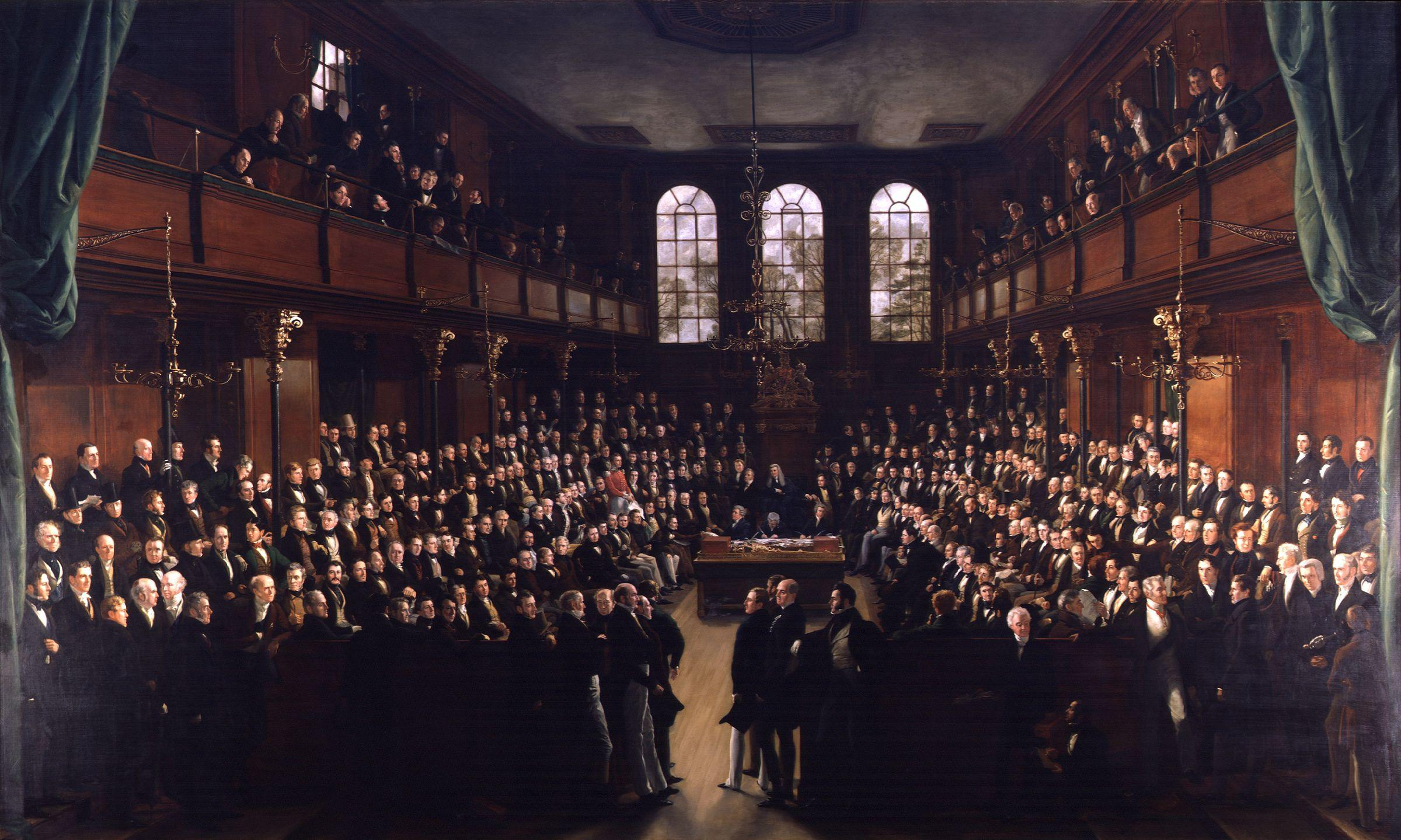
La Chambre des communes en séance pour la première fois après l'adoption du Reform Act, 5 février 1833 (375 portraits)
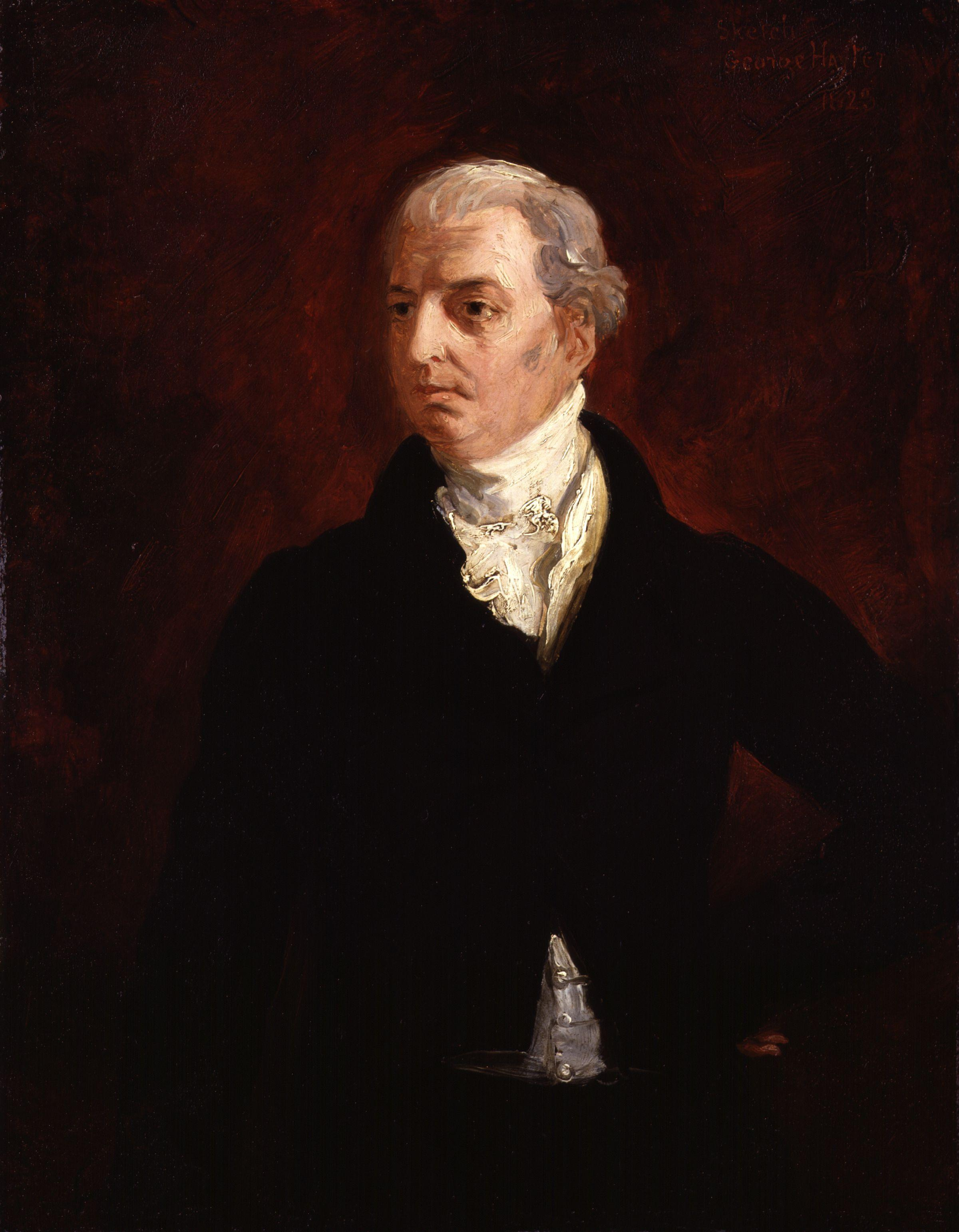
Robert Jenkinson, 2e comte de Liverpool et premier ministre, 1823 (pour le tableau du procès de la reine Caroline)
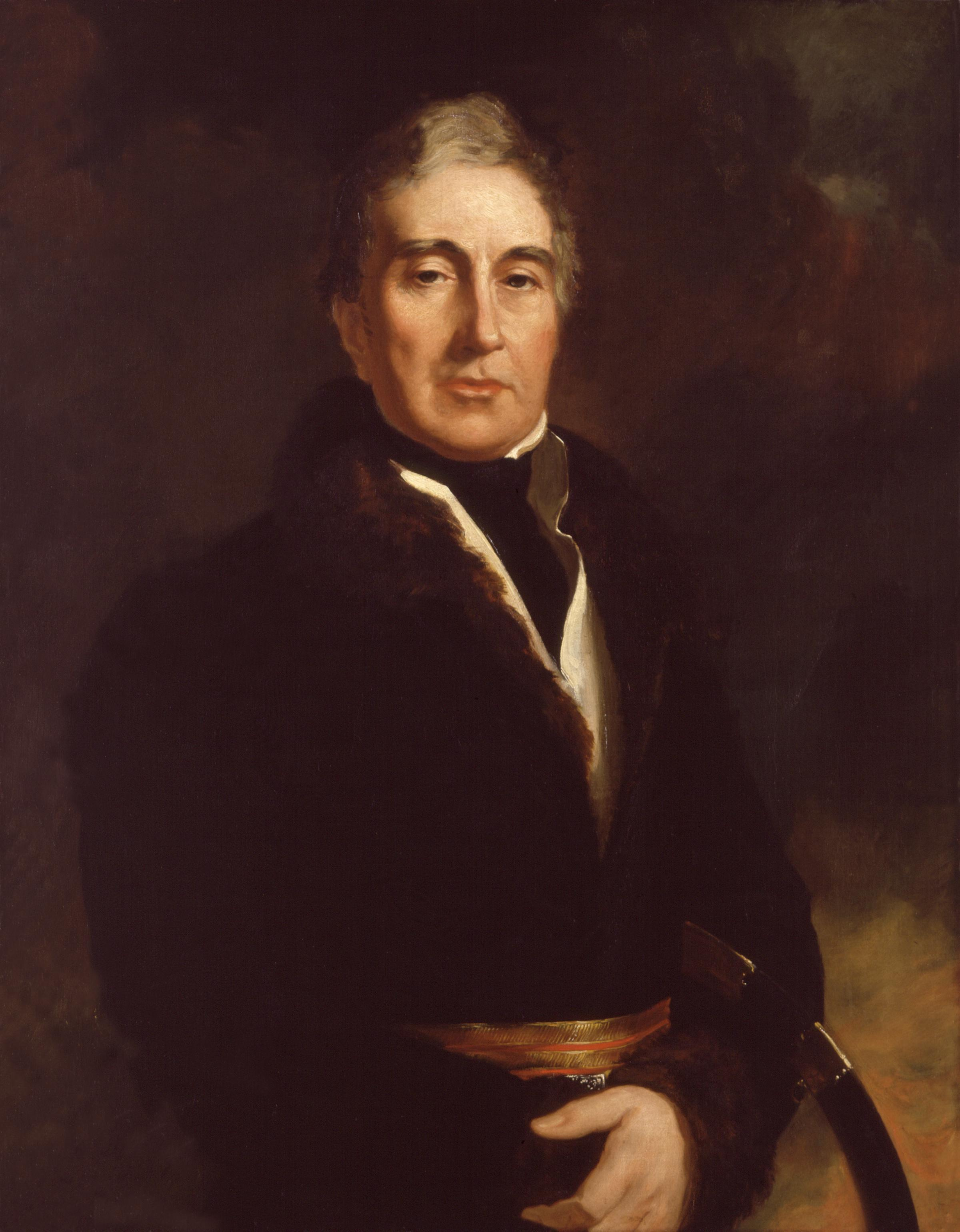
General Thomas Graham, 1er baron Lynedoch, 1823
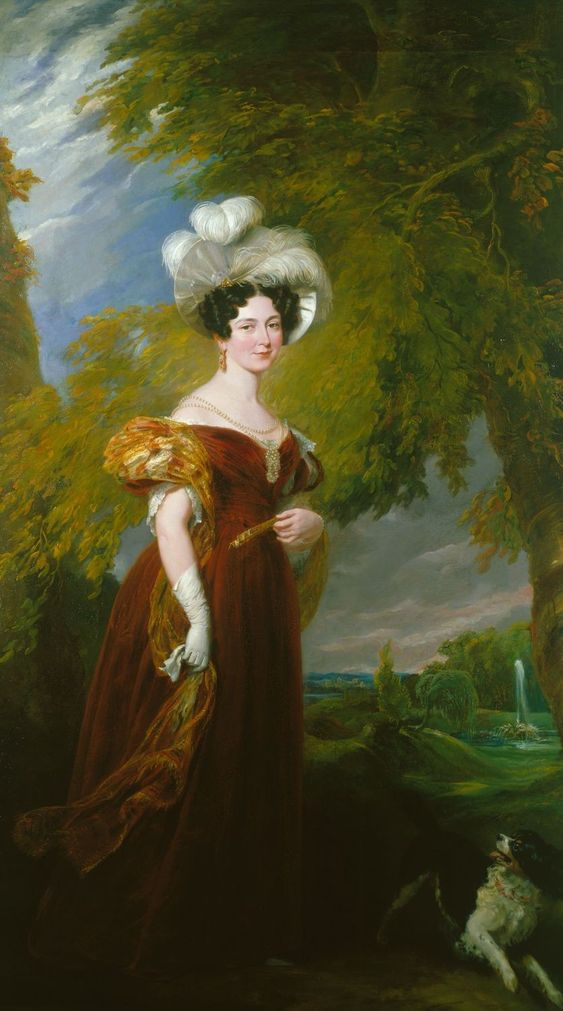
Duchesse de Kent (mère de la reine Victoria), 1835
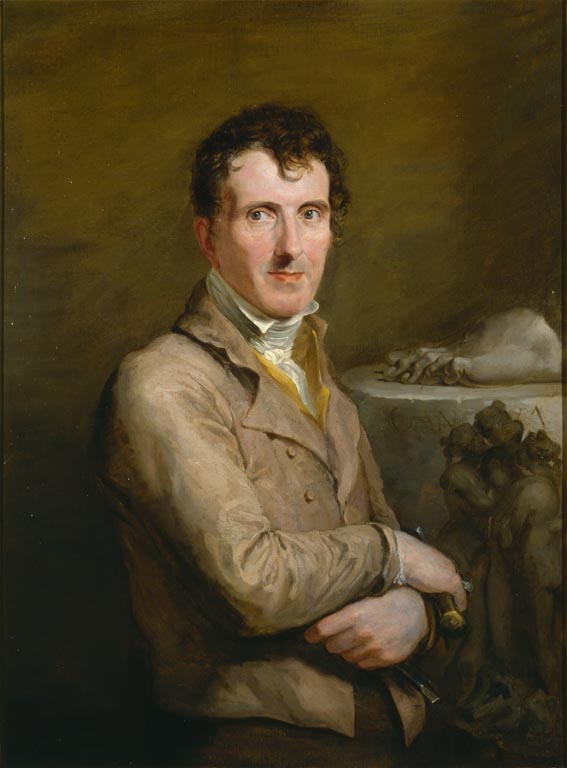
Antonio Canova peint en 1817
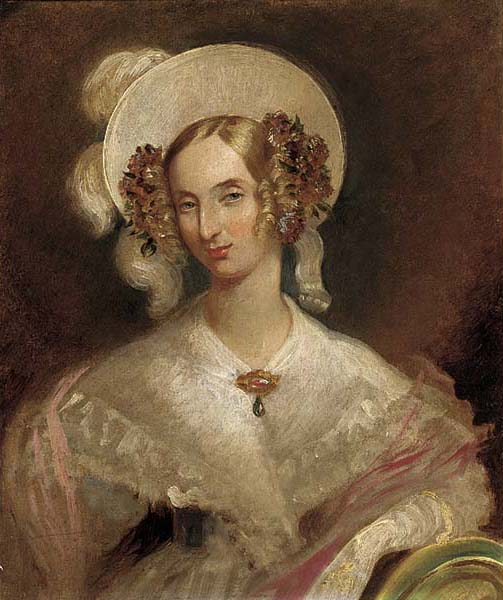
Reine Louise de Belgique, Windsor, 1837
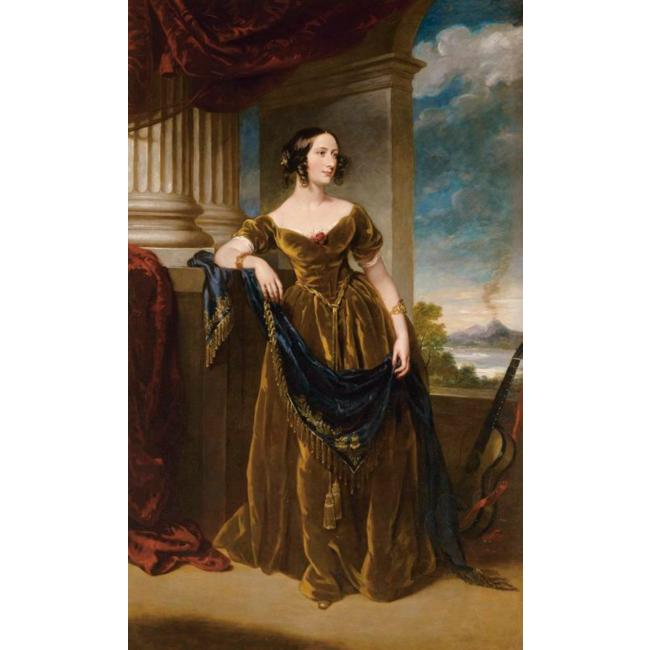
Portrait d'une dame, Naples, 1828
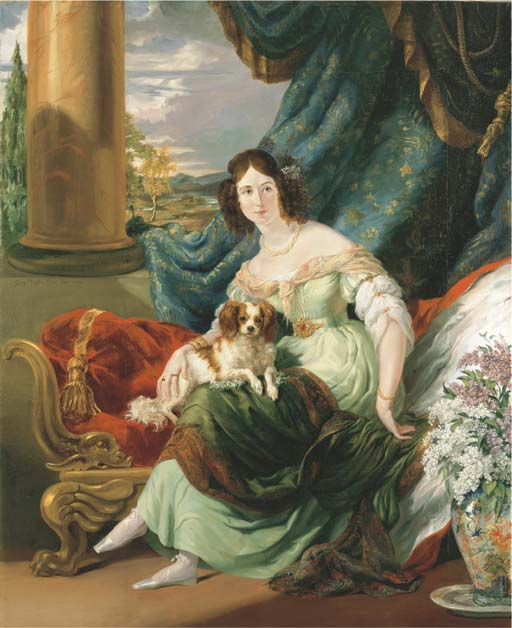
Charlotte, comtesse de la Bourdonnaye (1795-1875), Paris, 1830
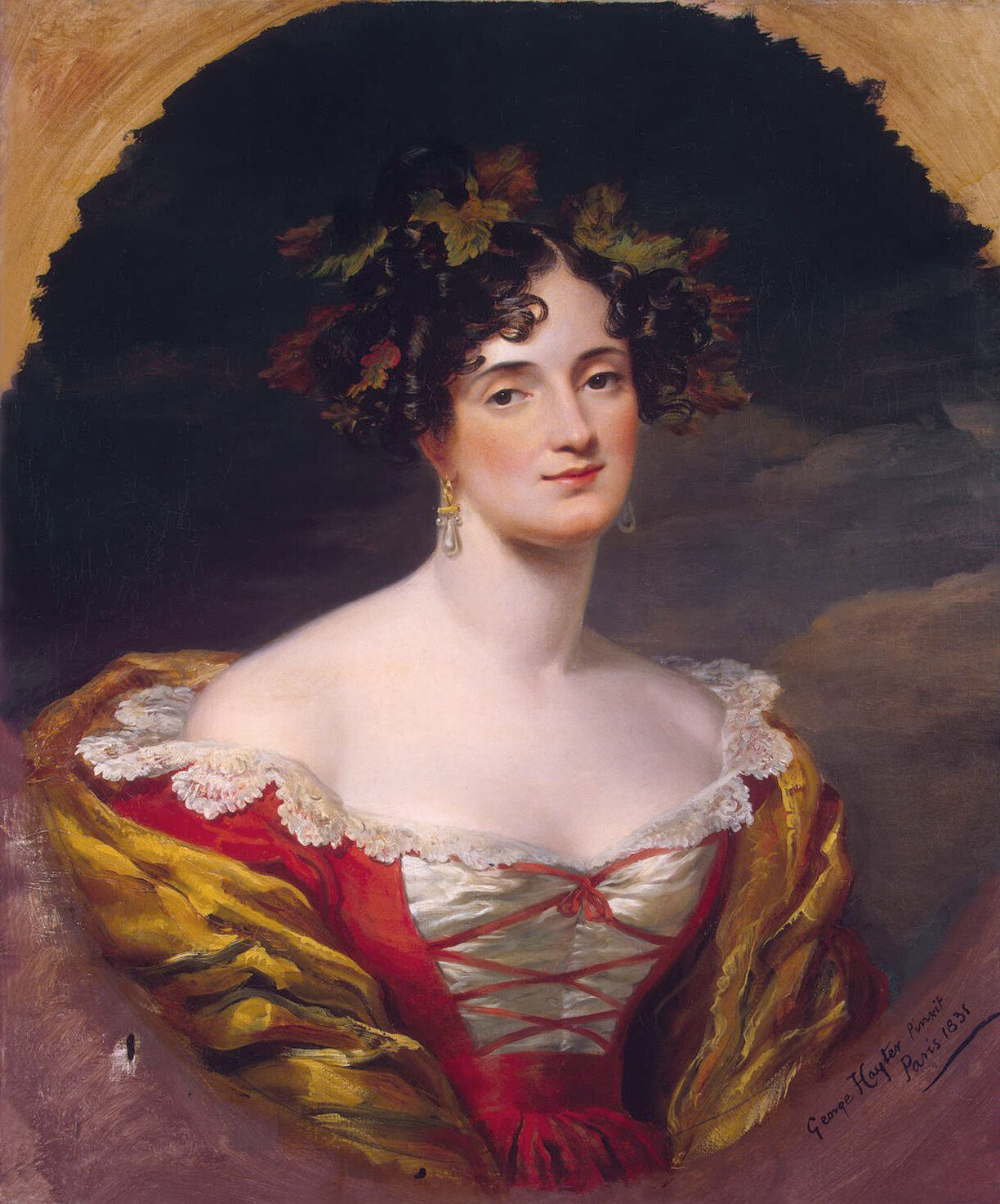
Sofia Kiselyova, fille du comte Stanislas Potocki, 1831
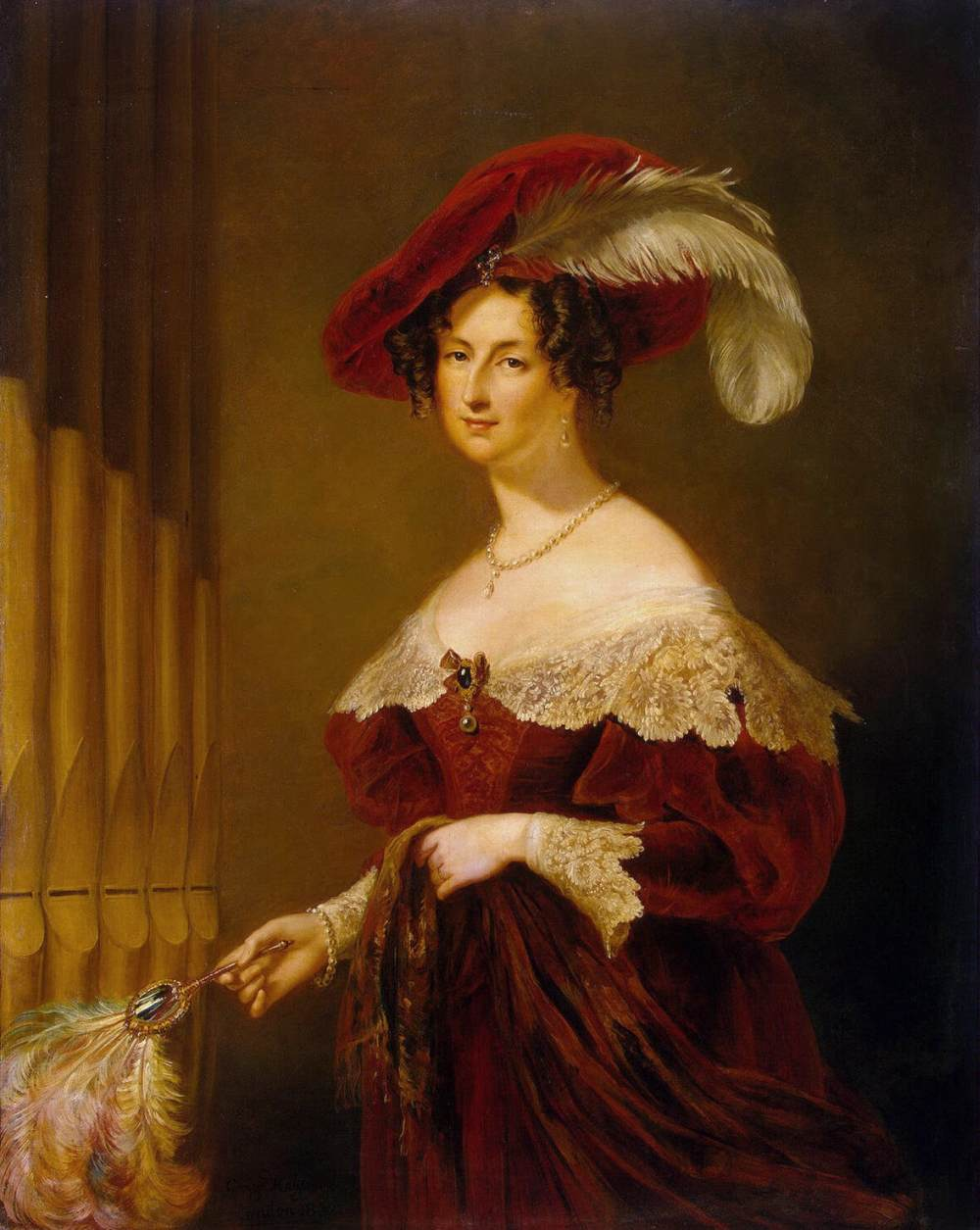
Comtesse Elizabeth Vorontsova (1792-1880), 1832
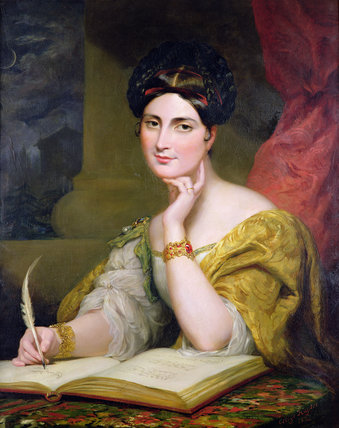
The Hon. Mrs. Caroline Norton, society beauty and author, 1832
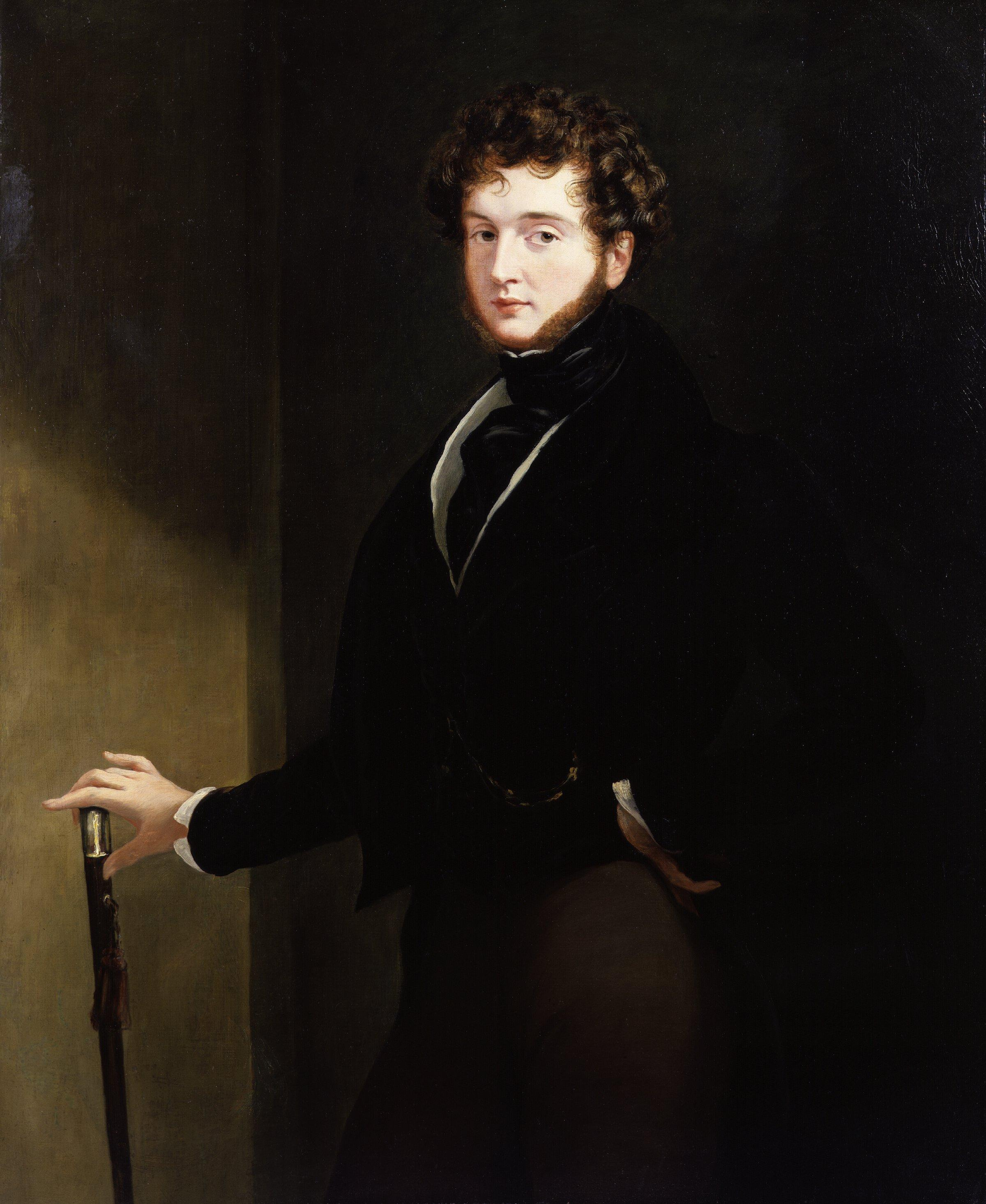
Alfred comte d'Orsay
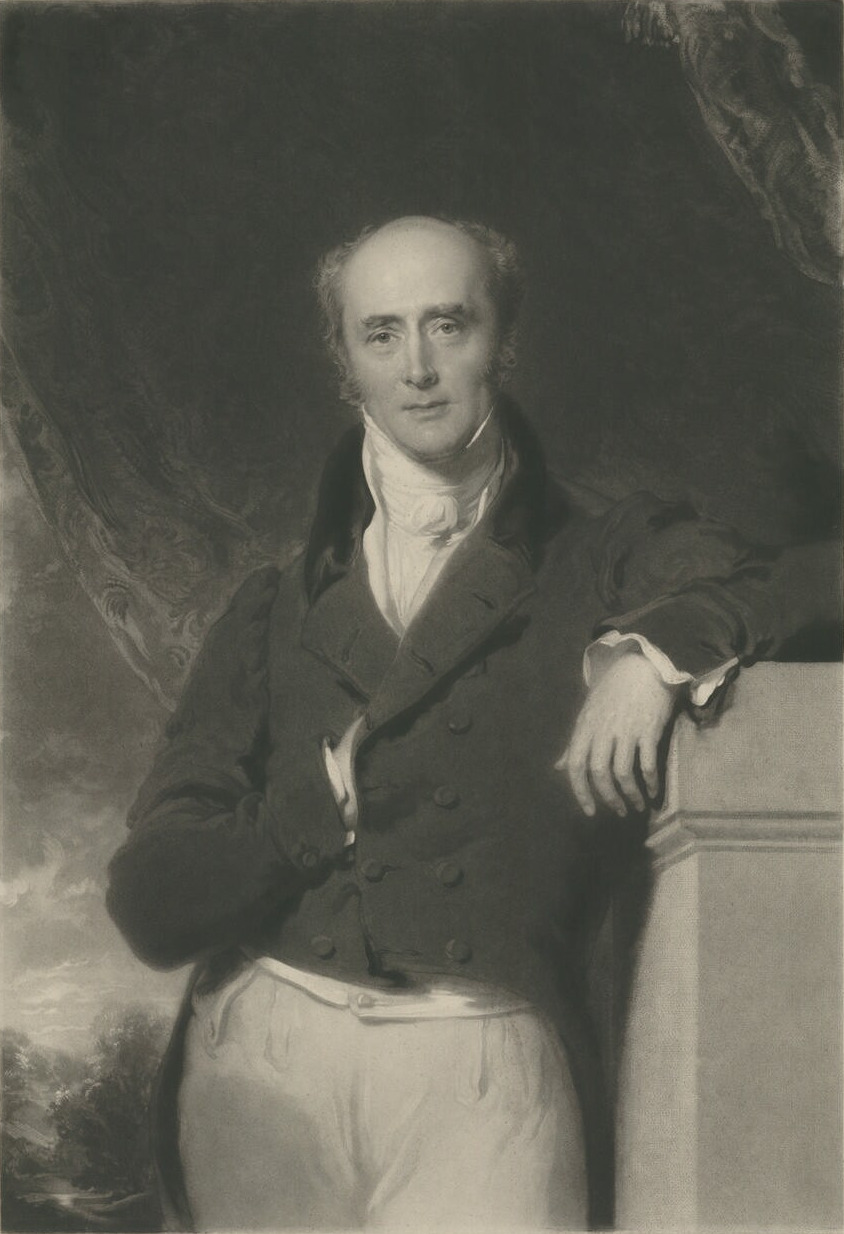
Charles Grey, 2nd Earl Grey, premier ministre, 1830-1834
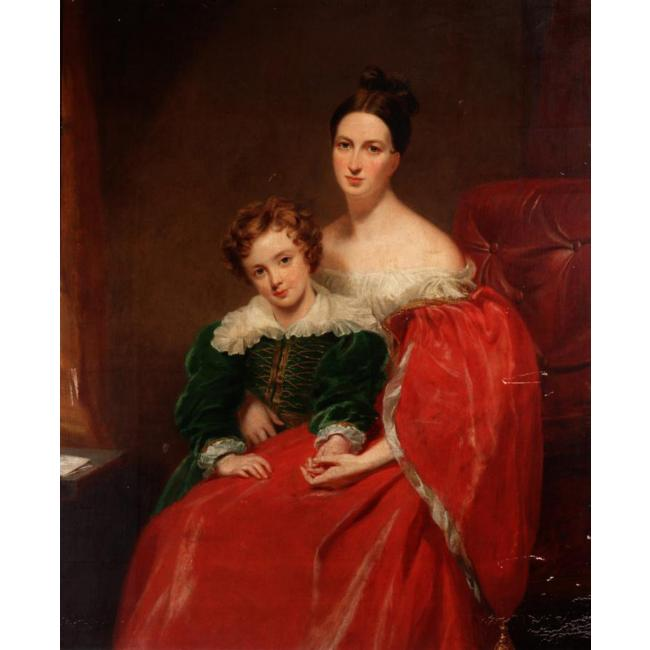
Robert Lawrence Pemberton of Bainbridge House avec sa mère
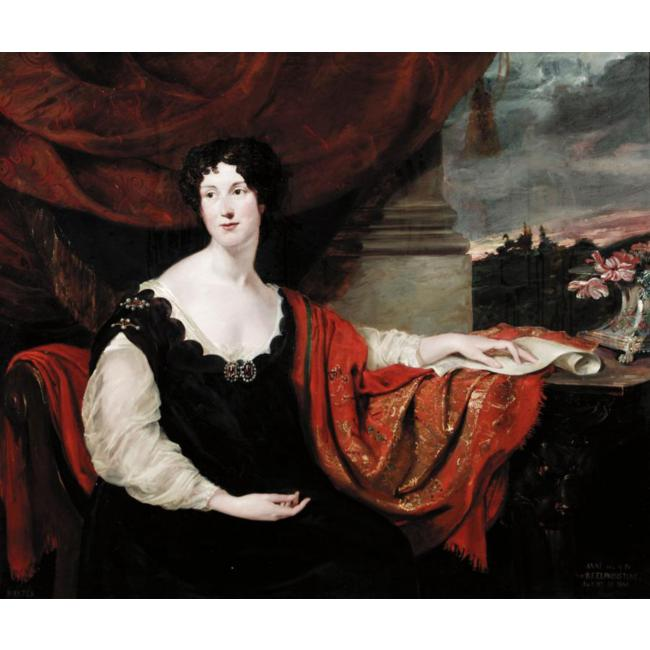
Anne Elphinstone, 1835
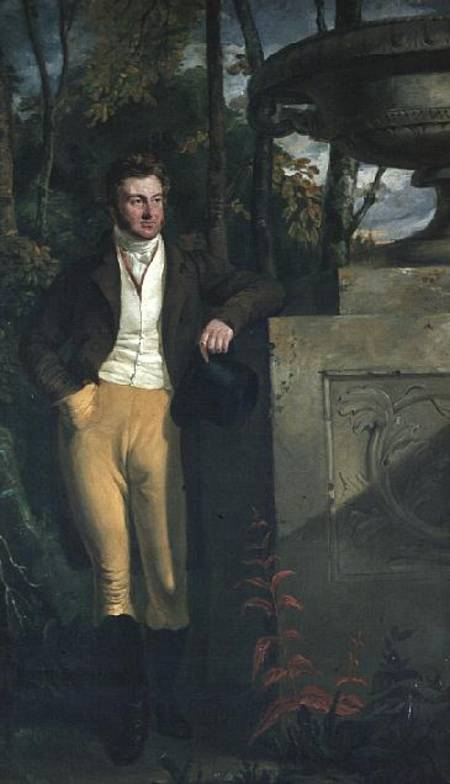
John Spencer (3e comte Spencer), (1782-1845)
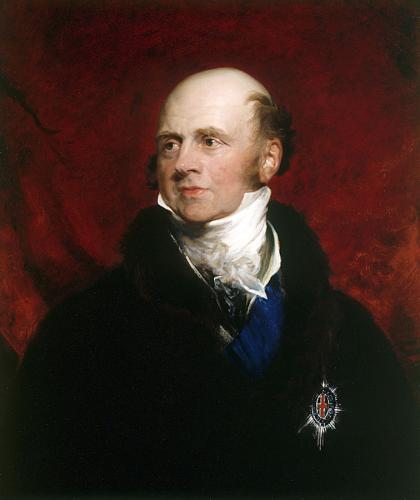
John Russell (6e duc de Bedford), (1766-1839)
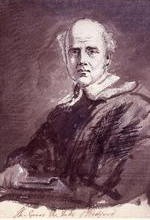
John Russell, 6e duc de Bedford, (1766-1839)
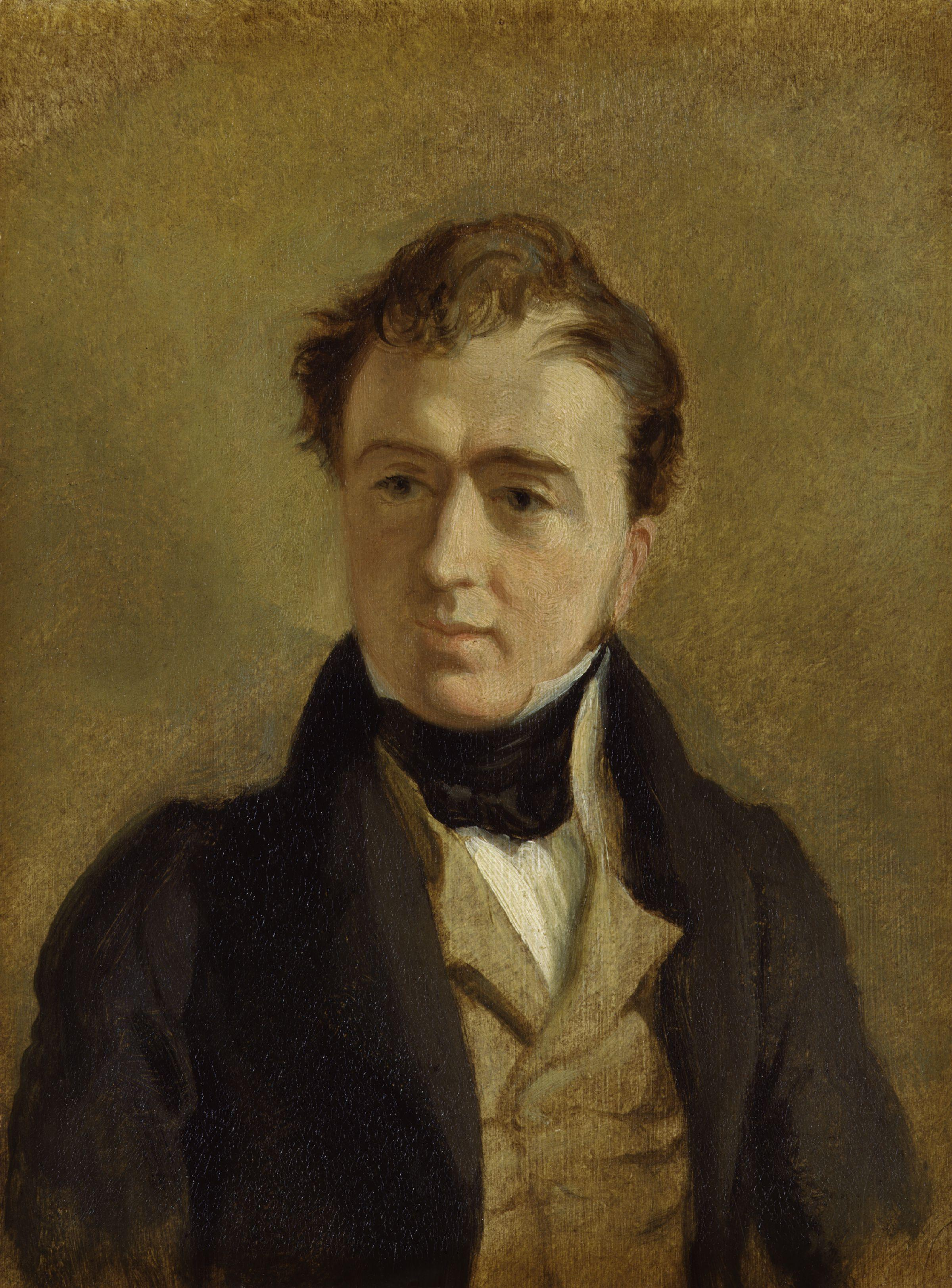
Francis Baring, 1er baron de Northbrook (1833) pour le portrait de la Chambre des communes
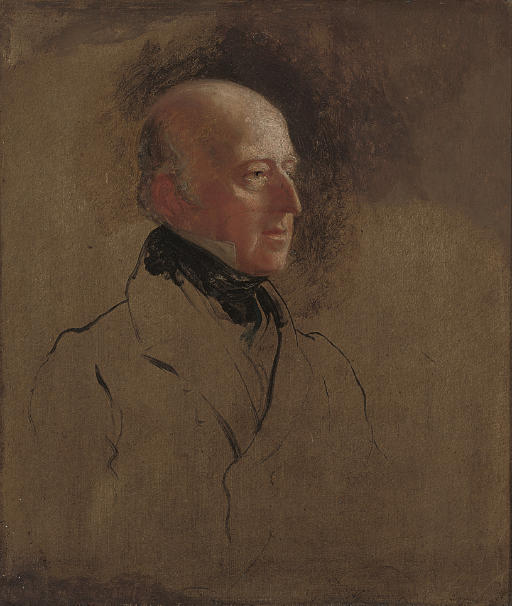
Amiral sir Edward Codrington, 1835
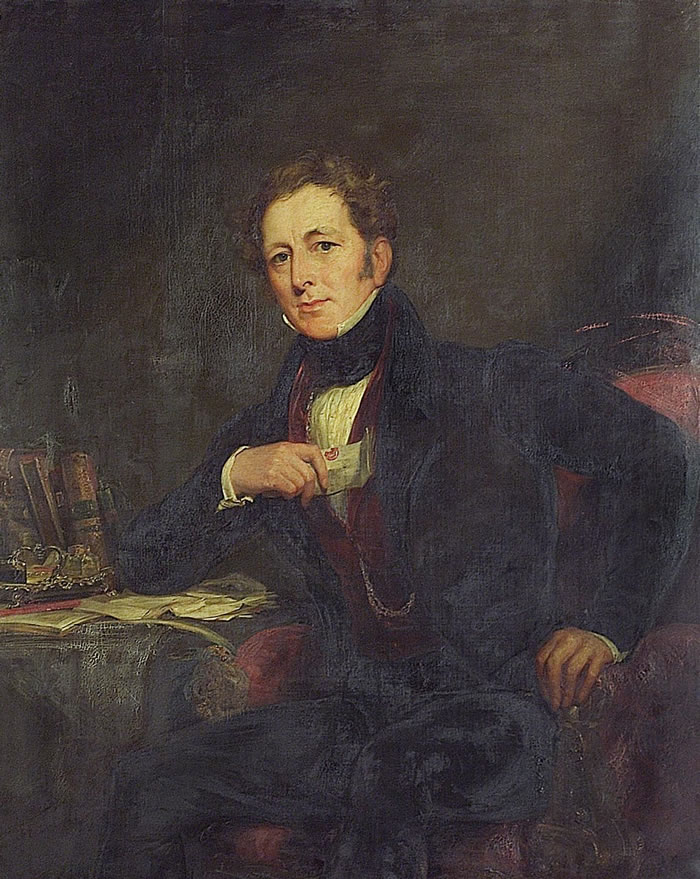
Thomas Brunton en 1832 (inventeur de liaison clouté, câble de chaîne marine), ami de l'artiste
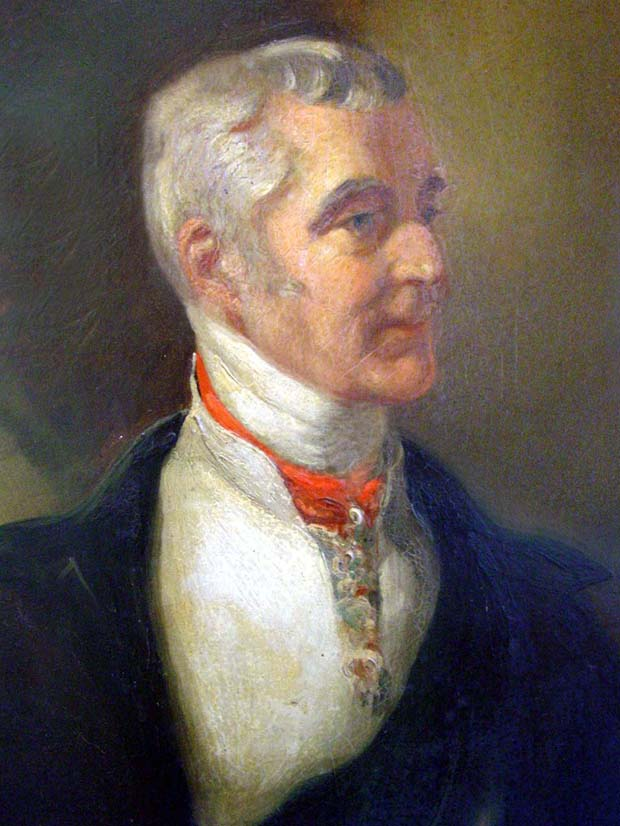
Le duc de Wellington (1839), pour le portrait de la Chambre des communes
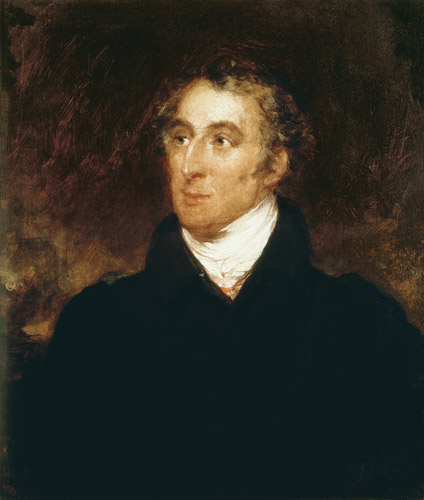
Duc de Wellington
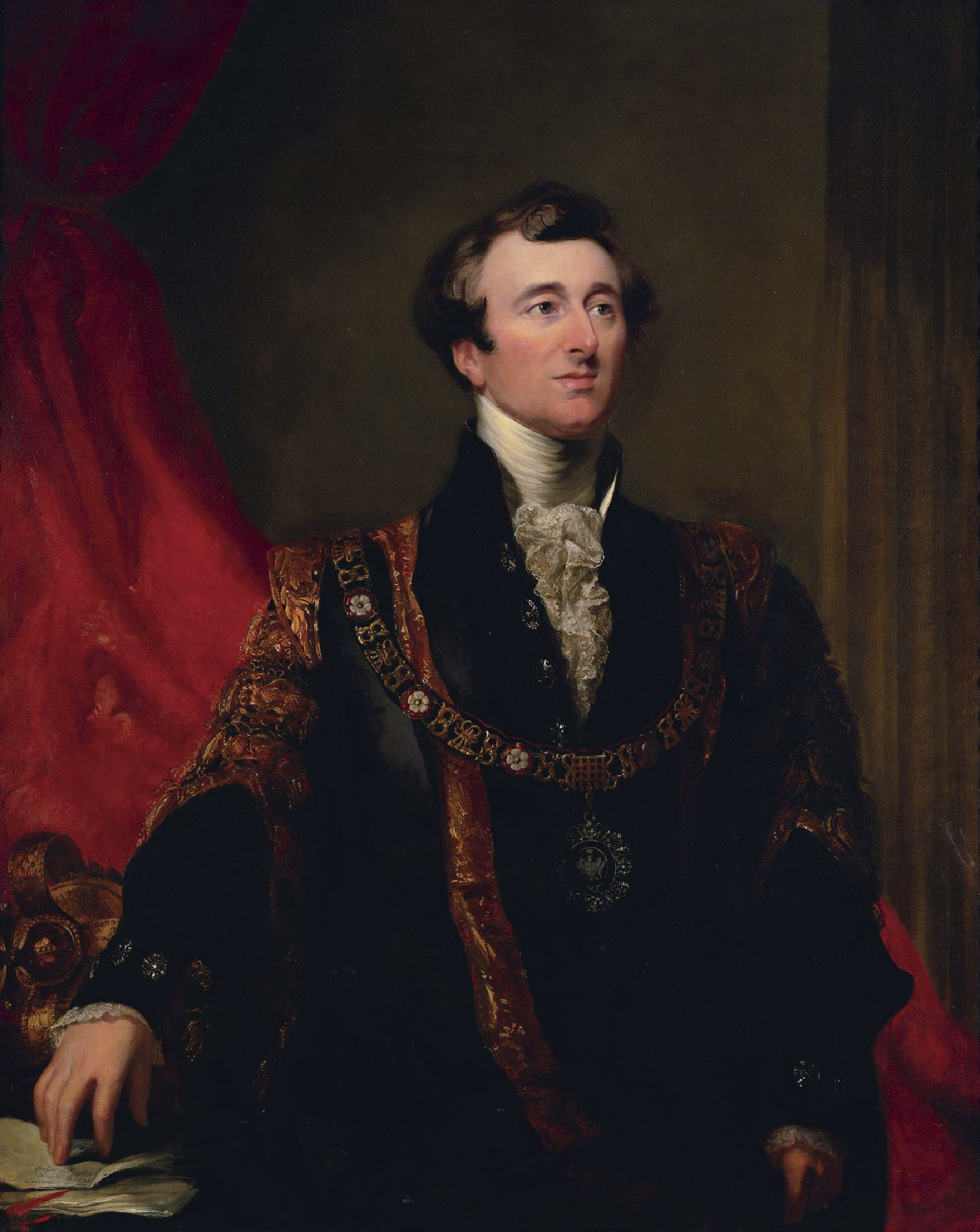
Rt Hon John Johnson, lord-maire de Londres 1845
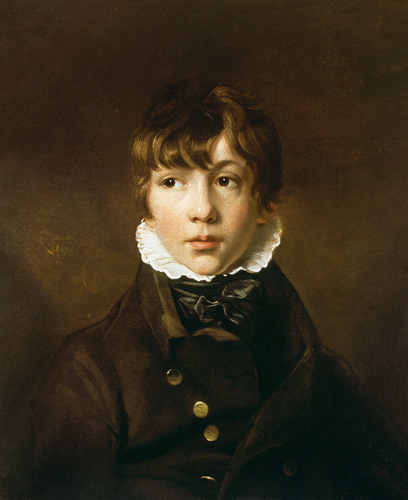
Portrait d'un garçon
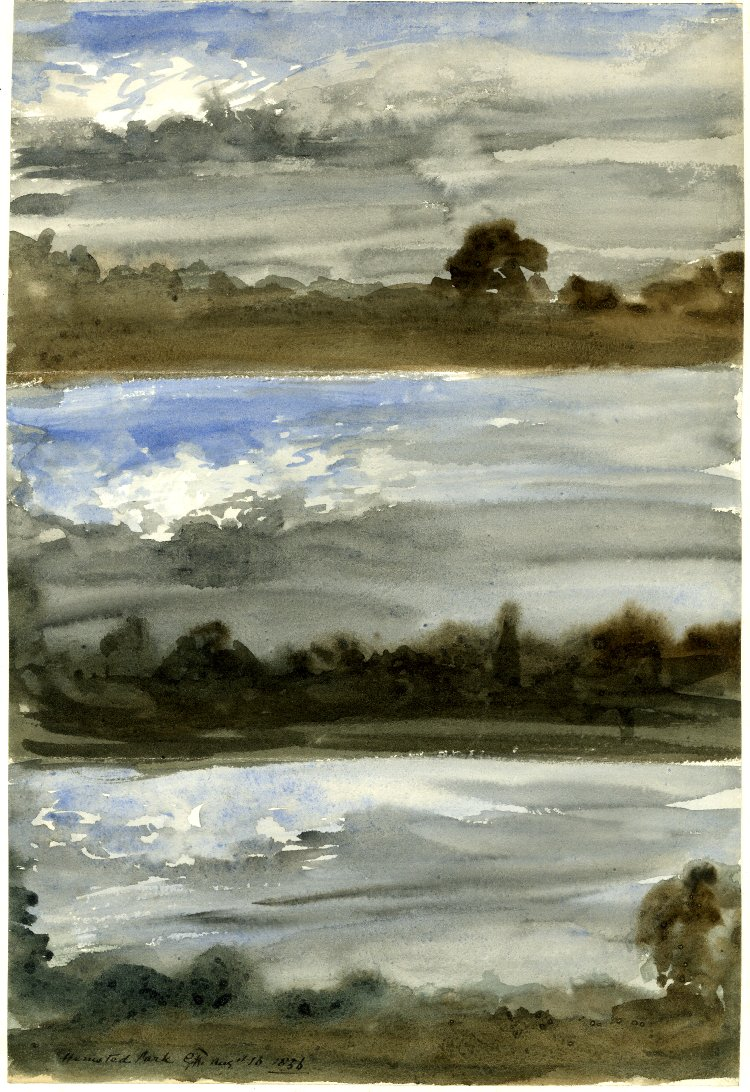
Hemstead parc, trois études avec des arbres et des nuages de tempête, 1856